# Kommandant der Seeverteidigung L
Der Kommandant der Seeverteidigung L, kurz Seekommandant L, war ein regionaler Küstenbefehlshaber der deutschen Kriegsmarine im Zweiten Weltkrieg.
Der Seekommandant L wurde später erst Seekommandant Volos und dann Seekommandant Attika.

## Geschichte
Im Februar 1941 wurde der Kommandant der Seeverteidigung L eingerichtet und dem OKM unterstellt.
Im April 1941 wurde hieraus kurz der Seekommandant Volos. Die Umbenennung wurde nicht wirksam, da sofort daraus in Piräus der Seekommandant Attika gebildet wurde. Die Unterstellung wechselte zum Marinebefehlshaber Griechenland.
Im Juli 1941 wurde der Seekommandant Attika dem Admiral Ägäis zugewiesen. Mit Beginn der Räumung des besetzten Griechenlands von deutschen Truppen im folgenden Herbst wurde das Personal der Dienststelle in das Deutsche Reich verlegt und im Oktober 1944 wurde die Dienststelle aufgelöst.
Im Februar 1944 sollte eigentlich der Kapitän zur See Friedrich Traugott Schmidt die Seekommandantur übernehmen, kam aber bei der Anreise bei einem Flugzeugabsturz ums Leben.

## Unterstellte Dienststellen und Verbände
Dem Seekommandanten waren folgende Verbände und Dienststellen unterstellt:
- Marine-Artillerie-Abteilung 603
- Marine-Artillerie-Abteilung 621
- Marine-Flak-Abteilung 720
- Hafenkommandant Chalkis mit Hafenkompanie
- Hafenkommandant Piräus mit Hafenkompanie
- Hafenkommandant Syra mit Hafenkompanie
- Hafenkommandant Milos mit Hafenkompanie

## Seekommandanten
- Kapitän zur See Wolfgang Brinckmeier: von Februar 1941 bis Juni 1941
- Fregattenkapitän Richard Leffler: von Juni 1941 bis April 1943
- Kapitän zur See/Konteradmiral Hans-Paul Leithäuser: von April 1943 bis Juli 1943 (†)
- Kapitän zur See/Konteradmiral Ernst von Studnitz: von Juli 1943 bis Dezember 1943 (†)
- Kapitän zur See Heinrich Rollmann: von Oktober 1943 bis März 1944, in Vertretung
- Konteradmiral Hans Hartmann: von März 1944 bis Oktober 1944